# Mosjön (Risinge socken, Östergötland, 651505-150475)
Mosjön är en sjö i Finspångs kommun i Östergötland och ingår i Nyköpingsåns huvudavrinningsområde.